# أولاد يعيش (ولاية البليدة)
أولاد يعيش هي إحدى بلديات ولاية البليدة عاصمة دائرة أولاد يعيش. عرفت في عهد الاستعمار الفرنسي باسم Dalmatie (تنطق "دالماسي").

## جغرافيا
تقع بلدية أولاد يعيش في وسط ولاية البليدة، على بعد 4 كلم شمال شرق البليدة وعلى بعد 42 كلم جنوب غرب الجزائر العاصمة وعلى بعد 29 كلم غرب المدية، يحدها شمالا بلدية بني مراد، شرقا بلدية قرواو، غربا بلدية البليدة، وجنوبا بلدية الشريعة.

## مناطق البلدية
خلال التقسيم الإداري لعام 1984، تتشكل بلدية أولاد يعيش من المناطق التالية:
- أولاد يعيش
- حي بن عمور
- حي أول ماي
- سيدي عاشور
- الحي الجديد
- حي سليمان شعشوع
- حي العيشي (الحي الإسباني سابقا)
- حي سوناطراك
- جامعة أولاد يعيش

## تطور عدد السكان
| 1977 | 1987  | 1998  | 2008  |
| ---- | ----- | ----- | ----- |
| -    | 27000 | 55700 | 87131 |

## رياضة
فريق الاتحاد الرياضي لبلدية أولاد يعيش: يلعب حاليًا في الرابطة الجهوية لكرة القدم - البليدة.

## معرض الصور

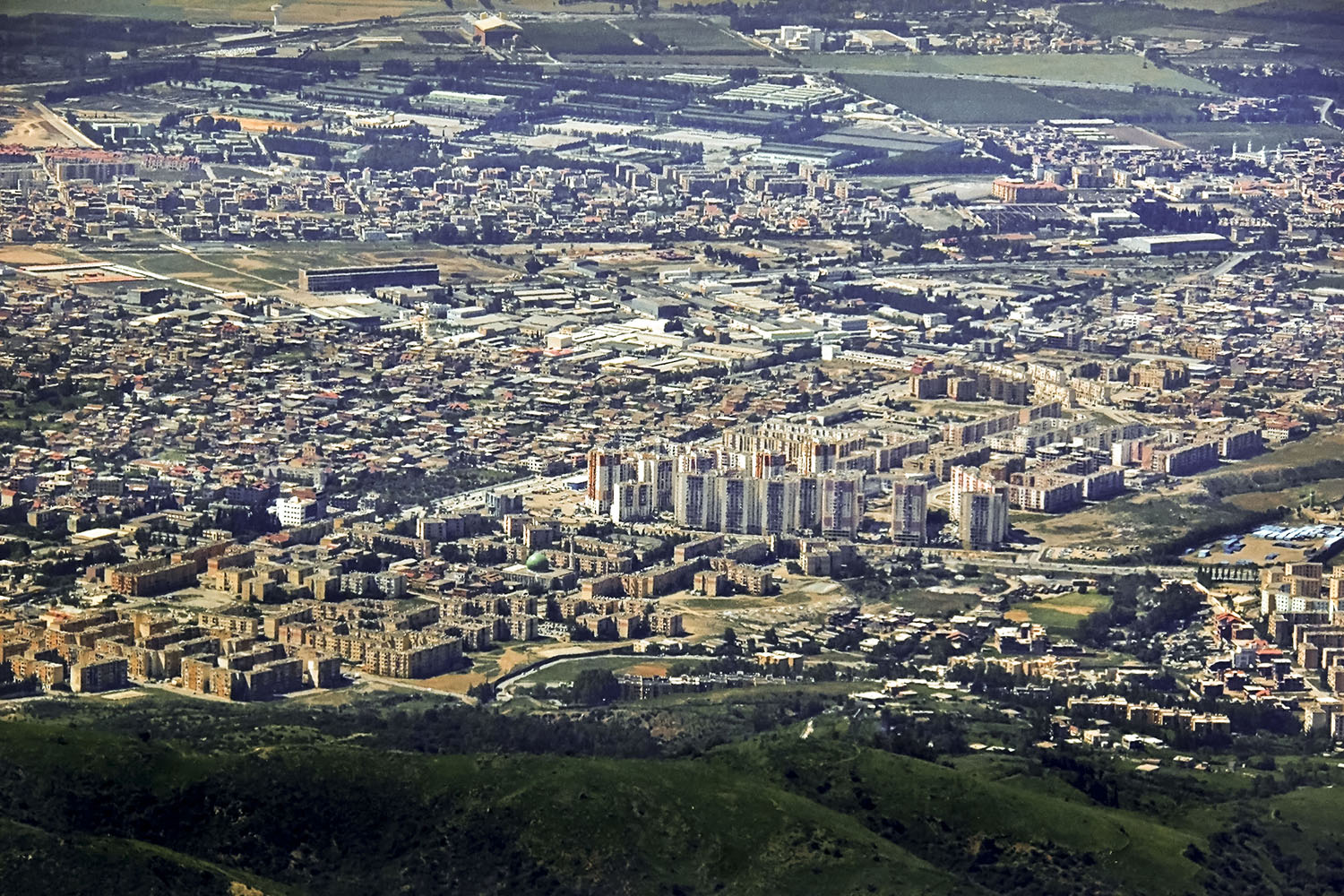
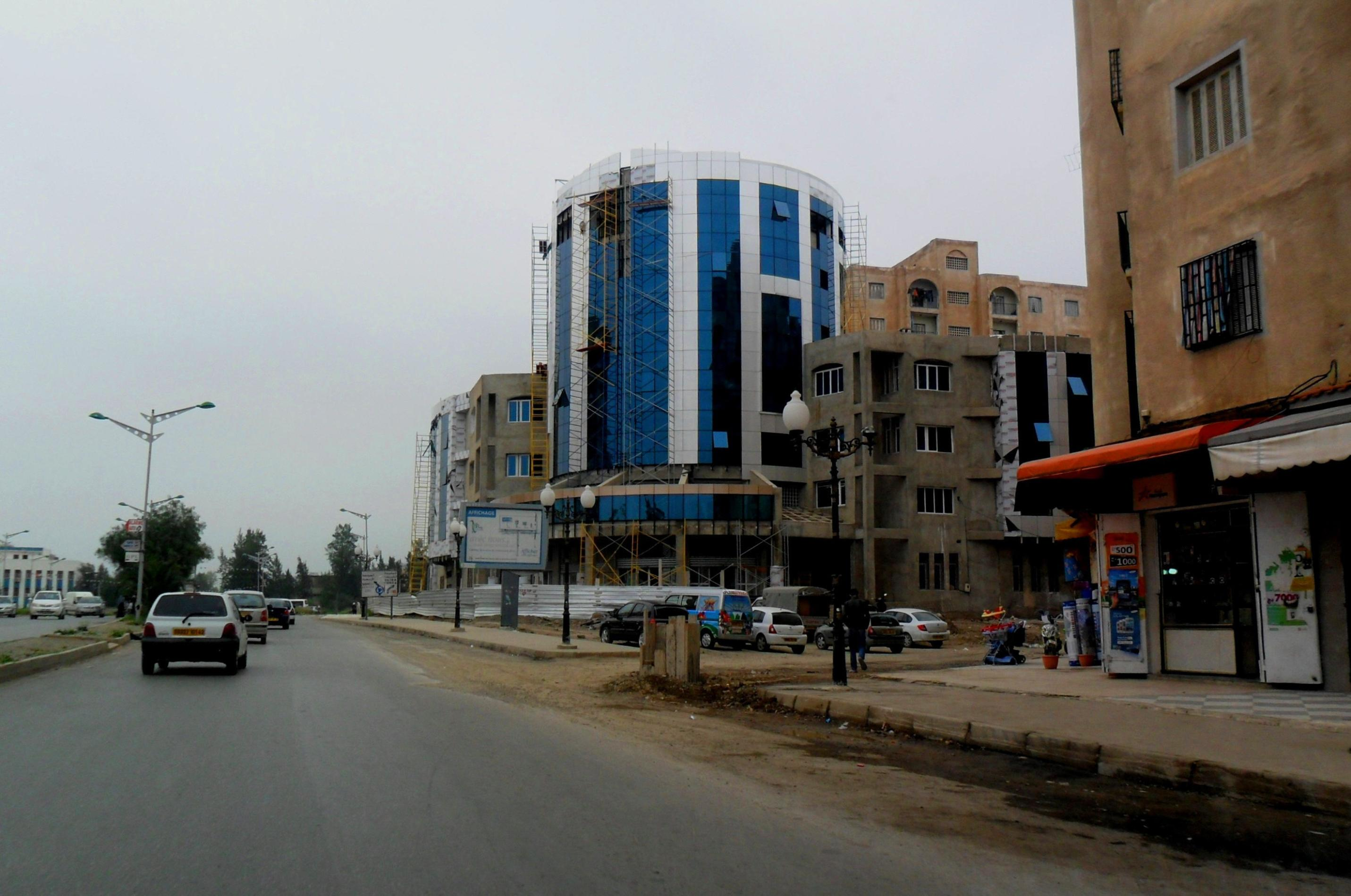
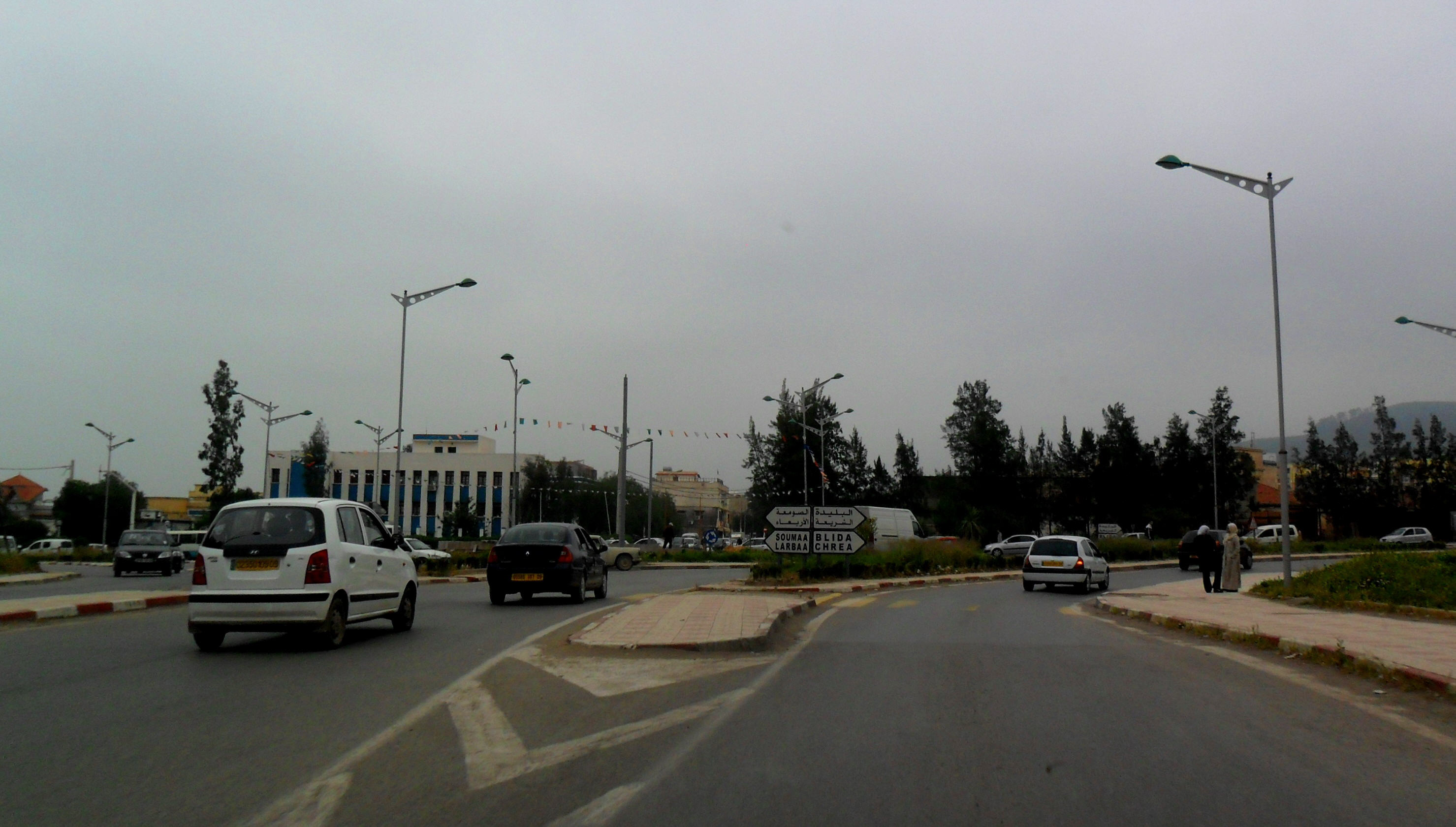
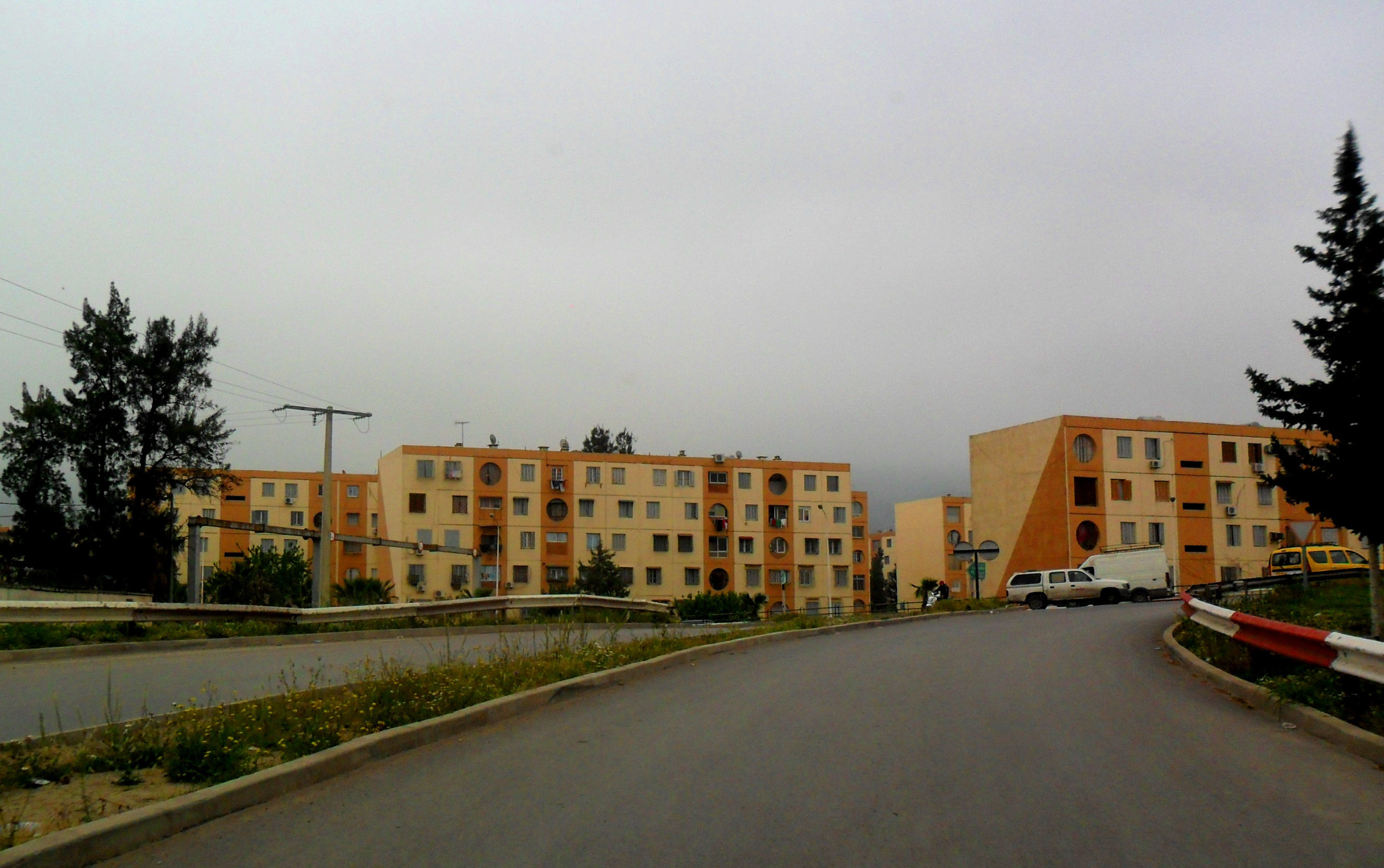
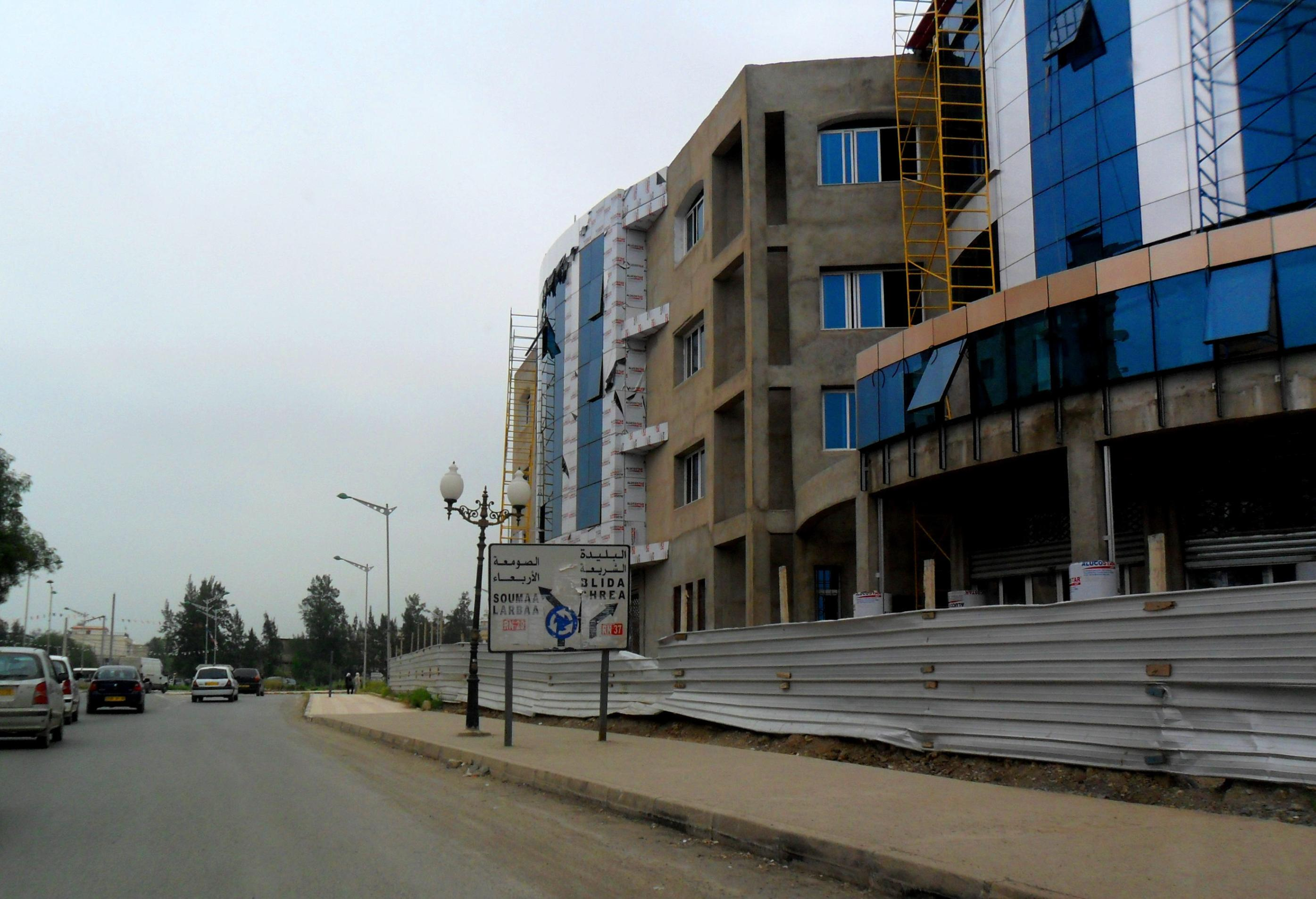
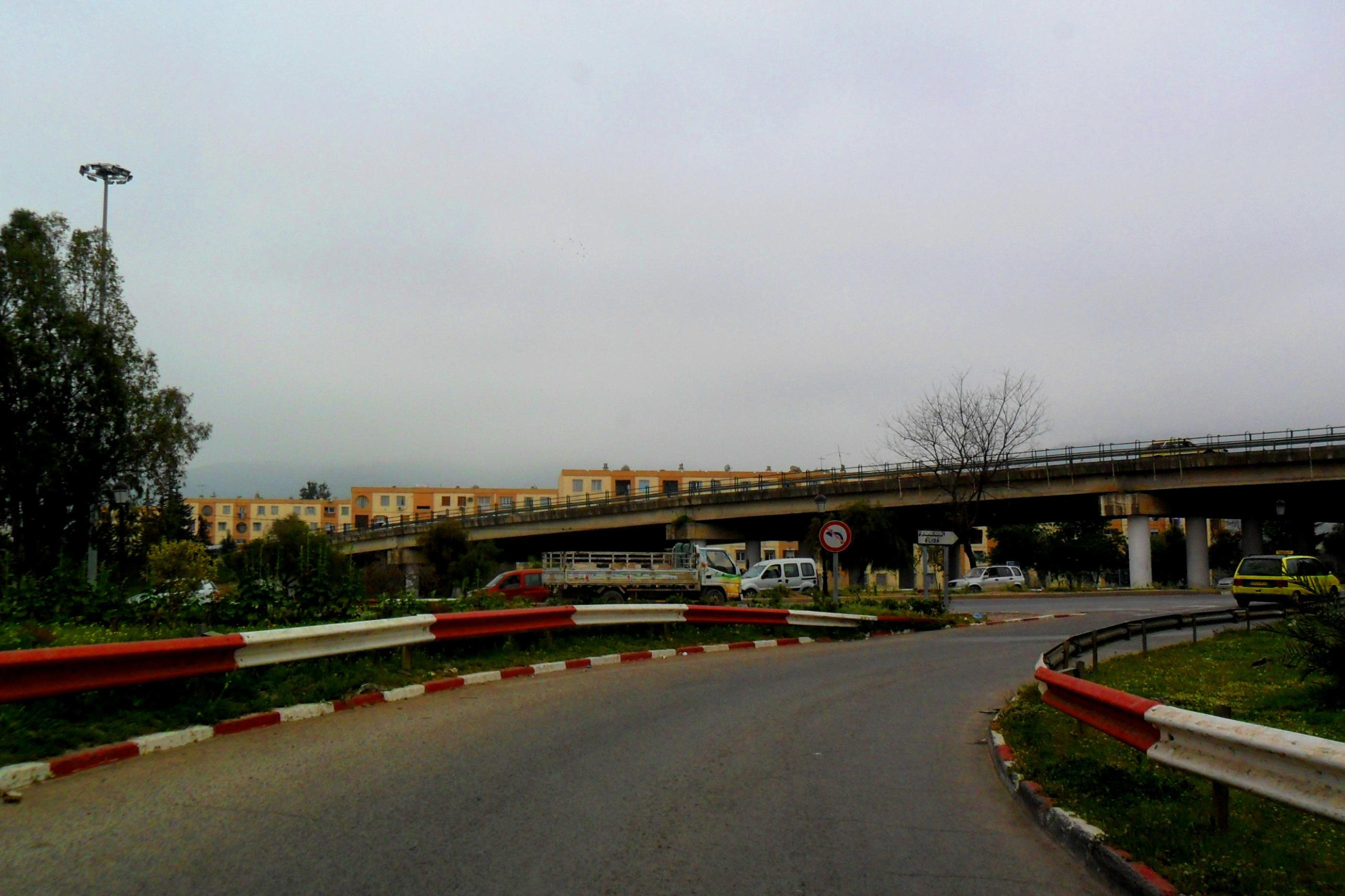